# The Bard
The Bard is een aflevering van de Amerikaanse televisieserie The Twilight Zone. Het scenario werd geschreven door Rod Serling.

## Plot

### Opening
You've just witnessed opportunity, if not knocking, at least scratching plaintively on a closed door. Mr. Julius Moomer, a would-be writer who, if talent came twenty-five cents a pound, would be worth less than car fare. But, in a moment, Mr. Moomer, through the offices of some black magic, is about to embark on a brand-new career. And although he may never get a writing credit on the Twilight Zone, he's to become an integral character in it.
— Rod Serling

### Verhaal
Scenarist Julius Moomer is wanhopig op zoek naar inspiratie voor nieuwe scenario's. Hij gaat hierin zo ver dat hij zelfs met behulp van zwarte magie de geest van William Shakespeare oproept.
Shakespeare is wel bereid Julius te helpen en schrijft een scenario voor hem. Hoewel Julius tevreden is met het scenario, denken de producer en sponsors daar anders over. Ze brengen allemaal veranderingen aan in het scenario, tot ongenoegen van Shakespeare. Uiteindelijk wordt hij zo kwaad door deze aanpassingen dat hij de hoofdacteur een dreun verkoopt en kwaad wegrent om nooit meer te worden teruggezien.
Julius’ volgende opdracht is een tv-special over de Amerikaanse geschiedenis. Ook nu weer kan hij niets verzinnen, dus pakt hij zijn boek over zwarte magie er maar weer bij om een nieuwe schrijver op te roepen.

### Slot
Mr. Julius Moomer, a streetcar conductor with delusions of authorship. And if the tale just told seems a little tall, remember a thing called poetic license--and another thing called the Twilight Zone.
— Rod Serling

## Rolverdeling
- Jack Weston: Julius Moomer
- John Williams: William Shakespeare
- Burt Reynolds: Rocky Rhodes
- Henry Lascoe: Gerald Hugo

## Trivia
- Deze aflevering staat op volume 42 van de dvd-reeks.
- Een scène uit deze aflevering werd gebruikt in de laatste aflevering van de serie The Sopranos.